# Trzemeszno (gmina)
Pour les articles homonymes, voir Trzemeszno (homonymie).
Trzemeszno est une gmina mixte du powiat de Gniezno, Grande-Pologne, dans le centre-ouest de la Pologne. Son siège est la ville de Trzemeszno, qui se situe environ 16 km au nord-ouest de Gniezno et 44 km au nord-est de la capitale régionale Poznań.
La gmina couvre une superficie de 174,81 km2 pour une population de 14 019 habitants en 2006.

## Géographie

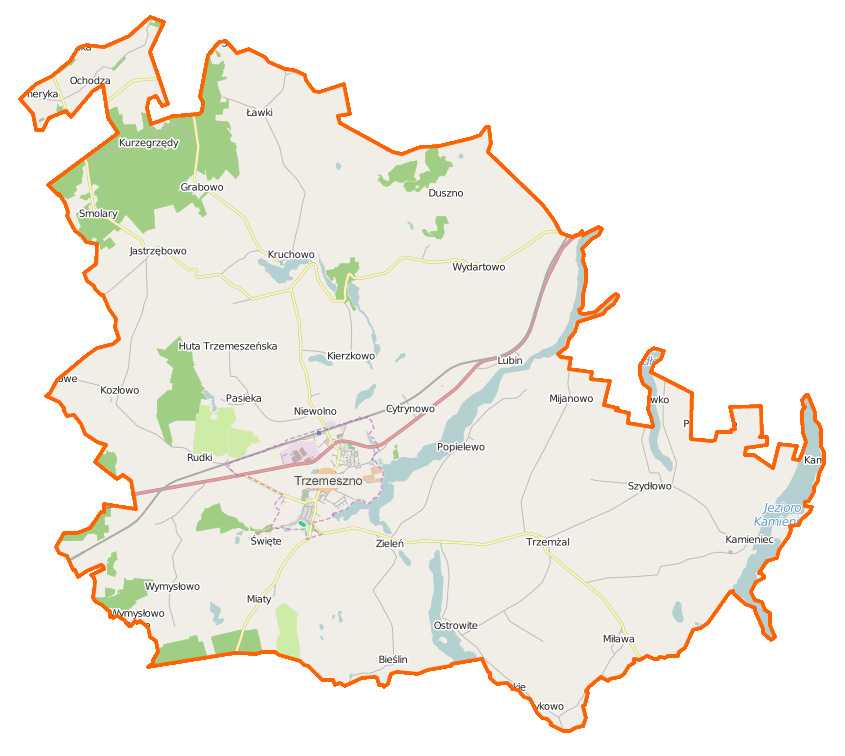
Plan de la gmina.

Outre la ville de Trzemeszno, la gmina inclut les villages et les localités de :
- Bieślin
- Brzozówiec
- Bystrzyca
- Cytrynowo
- Dąbrowa
- Duszno
- Dysiek
- Gołąbki
- Grabowo
- Huta Trzemeszeńska
- Jastrzębowo
- Jerzykowo
- Kamieniec
- Kierzkowo
- Kozłowo
- Kozłówko
- Kruchowo
- Lubiń
- Ławki
- Miaty
- Mijanowo
- Miława
- Niewolno
- Ochodza
- Ostrowite
- Pasieka
- Płaczkowo
- Popielewo
- Powiadacze
- Rudki
- Smolary
- Szydłowo
- Szydłowo Drugie
- Święte
- Trzemżal
- Wydartowo
- Wymysłowo
- Zieleń

### Gminy voisines
La gmina de Trzemeszno est bordée des gminy de :
- Gniezno (gmina rurale)
- Mogilno
- Orchowo
- Rogowo
- Witkowo

## Structure du terrain
D'après les données de 2002 la superficie de la commune de Trzemeszno est de 174,81 km2, répartis comme tel :
- terres agricoles : 75 %
- forêts : 10 %

La commune représente 13,94 % de la superficie du powiat.

## Démographie
Données du 30 juin 2004 :
| Description        | Total  | Total | Femmes | Femmes | Hommes | Hommes |
| ------------------ | ------ | ----- | ------ | ------ | ------ | ------ |
| Unité              | Nombre | %     | Nombre | %      | Nombre | %      |
| population         | 14 102 | 100   | 7 106  | 50,4   | 6 996  | 49,6   |
| Densité (hab./km²) | 80,7   | 80,7  | 40,6   | 40,6   | 40     | 40     |